# 小杉凜華
小杉 凛華（こすぎ りんか、1997年8月18日 - ）は、日本の元女子バレーボール選手。

## 来歴
富山県富山市出身。小学2年生のとき、先輩に誘われてバレーボールを始めた。
富山第一高等学校、武庫川女子大学を経て、2019-20シーズン、KUROBEアクアフェアリーズの内定選手となった。株式会社丸八所属。
2020年、大学卒業後に、KUROBEアクアフェアリーズに入団した。入団1年目となる2020-21シーズン、V1女子の試合に出場し、Vリーグデビューを果たした。
2023年5月末をもってKUROBEアクアフェアリーズを退団した。当初は移籍希望としていたが、6月に引退選手として公示された。
2023年9月、新川高等学校の非常勤講師となり、女子バレーボール部コーチを務めている。

## 人物・エピソード
- 八村塁は中学時代の同期生[10]。

## 所属チーム
- 富山市立大庄小学校（大庄少女バレーボールクラブ）
- 富山市立奥田中学校[10]
- 富山第一高校
- 武庫川女子大学 #10
- KUROBEアクアフェアリーズ #19（2019-2023年）

## 個人成績
V.LEAGUEの個人成績は下記の通り（交流戦・プレーオフを含む）。※2021年1月29日時点
| 大会        | 所属        | 出場   | 出場     | アタック | アタック | アタック | アタック | バックアタック | バックアタック | バックアタック | バックアタック | アタック決定本数 | ブロック | ブロック   | サーブ | サーブ     | サーブ | サーブ | サーブ | サーブ | サーブレシーブ | サーブレシーブ | サーブレシーブ | 総得点 |
| ----------- | ----------- | ------ | -------- | -------- | -------- | -------- | -------- | -------------- | -------------- | -------------- | -------------- | ---------------- | -------- | ---------- | ------ | ---------- | ------ | ------ | ------ | ------ | -------------- | -------------- | -------------- | ------ |
| 大会        | 所属        | 試合数 | セット数 | 打数     | 得点     | 失点     | 決定率   | 打数           | 得点           | 失点           | 決定率         | セット平均       | 得点     | セット平均 | 打数   | ノータッチ | エース | 失点   | 効果   | 効果率 | 受数           | 成功           | 成功率         | 総得点 |
| 2020/21     | KUROBE      | 17     | 23       | 44       | 7        | 2        | 15.9     | 0              | 0              | 0              | -              | 0.30             | 5        | 0.22       | 55     | 1          | 1      | 4      | 15     | 8.6    | 3              | 1              | 33.3           | 14     |
| 通算：1大会 | 通算：1大会 | 17     | 23       | 44       | 7        | 2        | 15.9     | 0              | 0              | 0              | -              | 0.30             | 5        | 0.22       | 55     | 1          | 1      | 4      | 15     | 8.6    | 3              | 1              | 33.3           | 14     |

## 出演

### YouTube
【公式】KUROBEアクアフェアリーズ
- KUROBEアクアフェアリーズ〜#19 小杉凜華〜（2020年7月28日配信）
- ぶっちゃけスポーツ～小杉凜華選手編～（2020年5月8日配信）
- お家で簡単にできるトレーニング～小杉凜華選手～（2020年6月17日配信）
- 「PPAP-2020-」KUROBEアクアフェアリーズ編（2020年5月11日配信）

週刊激スポ!!
- KUROBEアクアフェアリーズ『小杉凜華』選手インタビュー(週刊激スポ!!プレイバック)（2020年3月9日配信）

### ラジオ
AQUA BEAR
- 2020年05月14日 放送分
- 2020年06月18日 放送分
- 2020年08月13日 放送分
- 2020年10月22日 放送分
- 2020年11月26日 放送分
- 2021年01月07日 放送分